# SN 2000gb
SN 2000gb – supernowa typu Ia odkryta 6 października 2000 roku w galaktyce A173228+5604. W momencie odkrycia miała maksymalną jasność 20,40m.